# Belyaevostella hispida
Belyaevostella hispida är en sjöstjärneart som först beskrevs av Khwaja Muhammad Sultanul Aziz och Jacques Jangoux 1984.  Belyaevostella hispida ingår i släktet Belyaevostella och familjen Caymanostellidae. Inga underarter finns listade i Catalogue of Life.